# Biegoszów
Biegoszów je vesnice na jihozápadě Polska v Dolnoslezském vojvodství jižně od města Złotoryja a asi 25 km severovýchodně od města Jelení Hora. Zastavěná část má podlouhlý půdorys, středem prochází silnice. Orientace je zhruba ze severu na jih. Středem vsi protéká potok, který je levostranným přítokem řeky Kačavy. Vesnice je zahloubena v údolí.

## Galerie

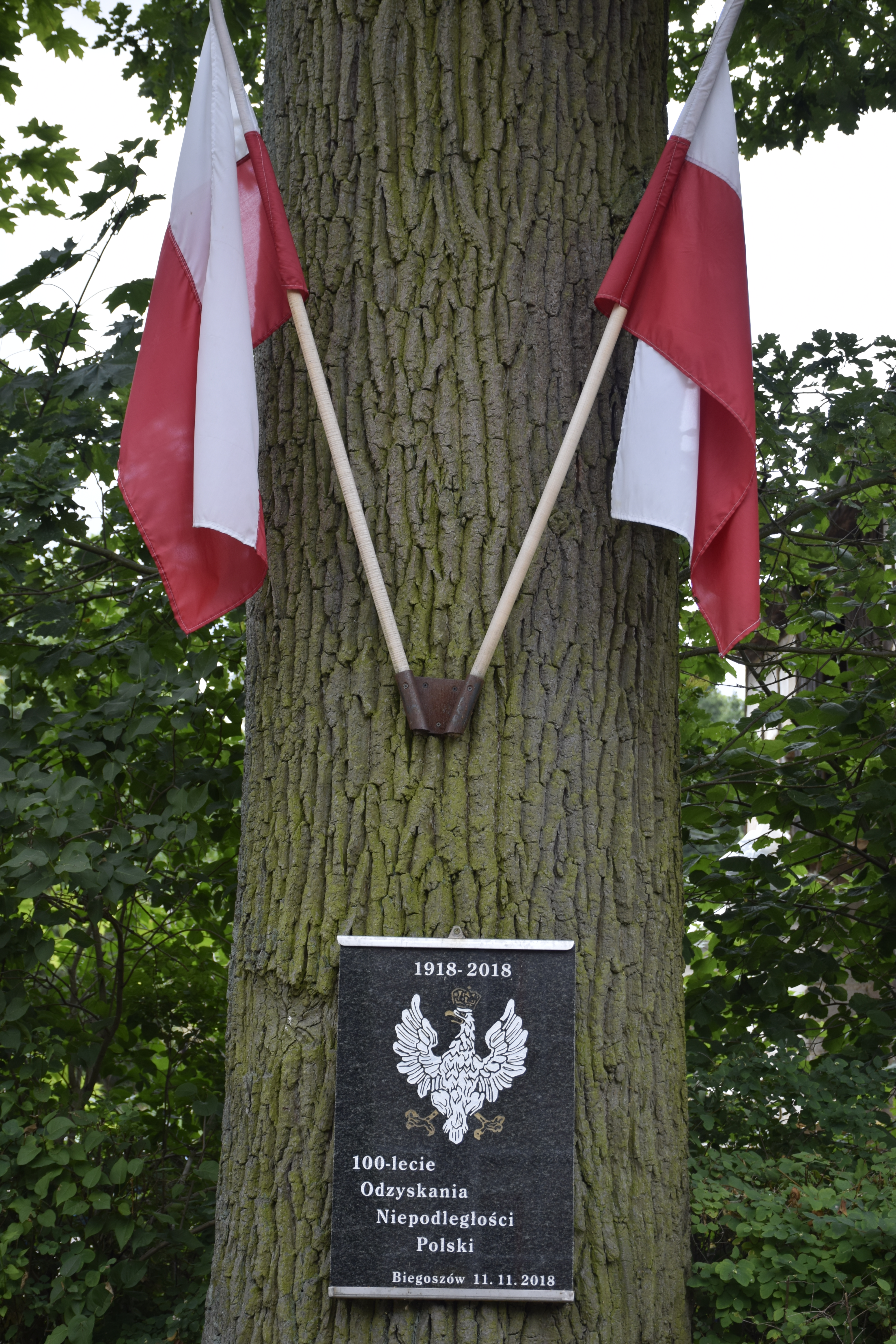
Pomník
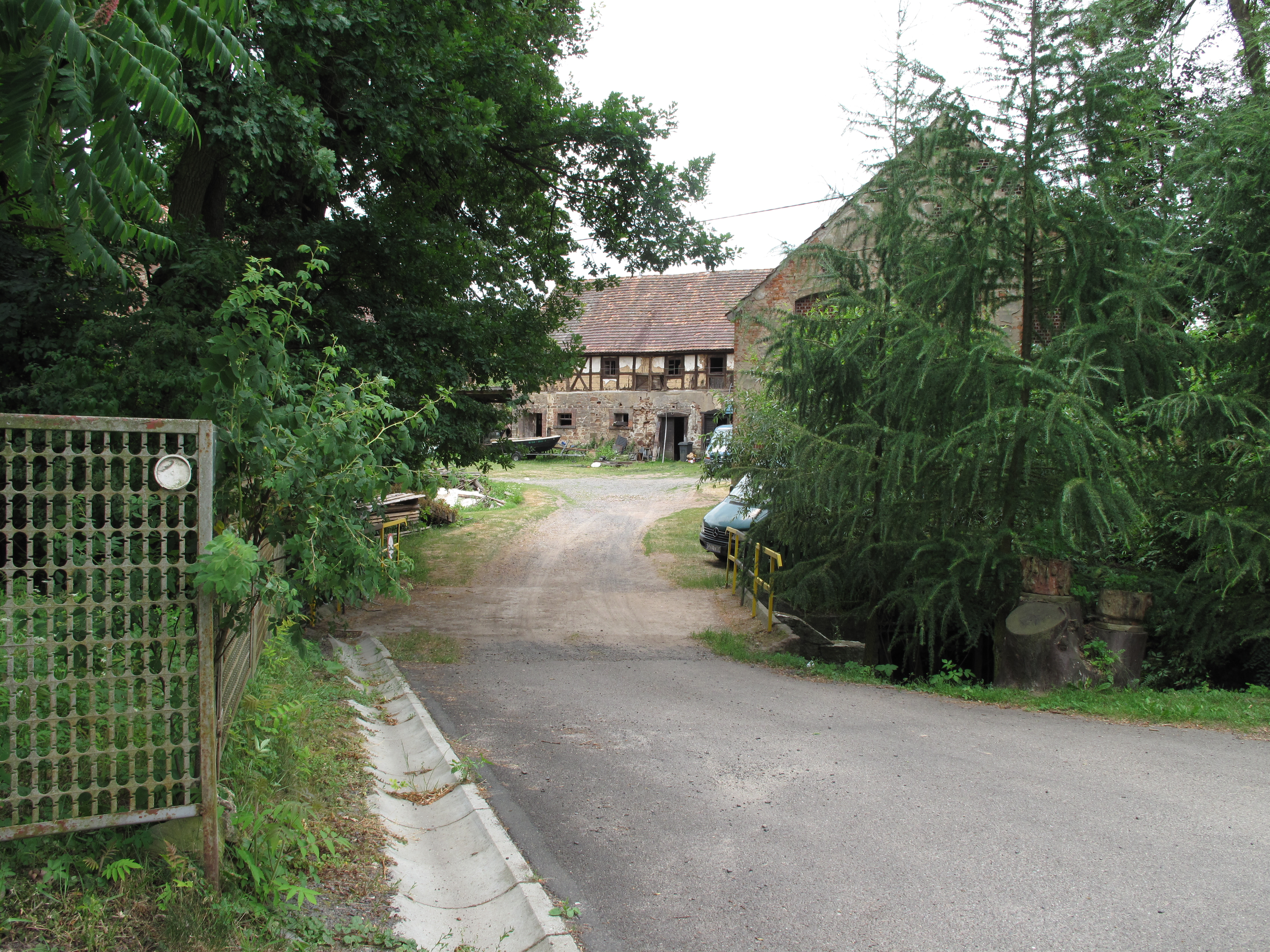
Dvůr statku
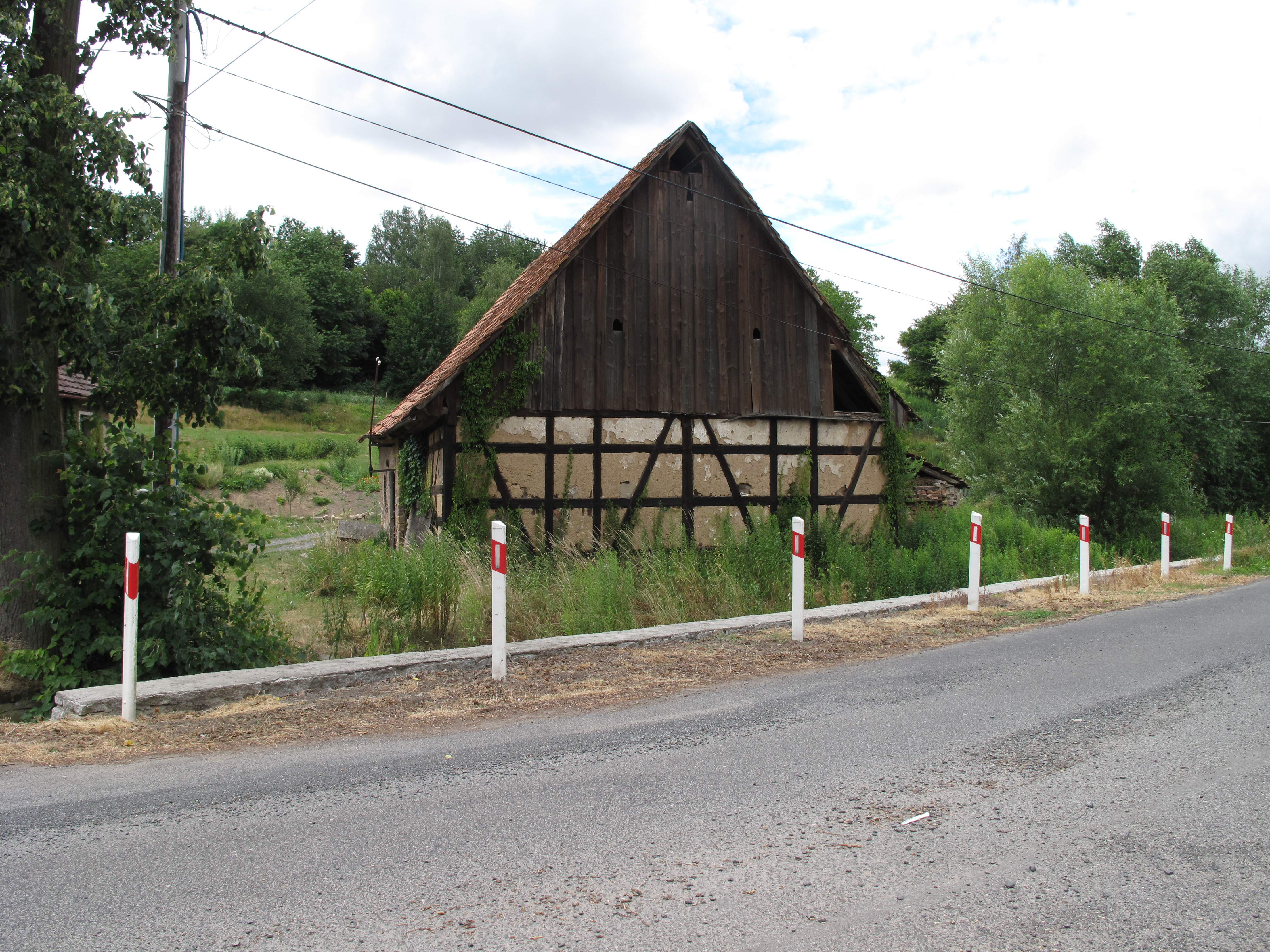
Hrázděný dům